# ۱۱۳۷ (میلادی)
۱۱۳۷ (میلادی) هزار و صد و سی و هفتمین سال تقویم میلادی است.

## درگذشتگان
‎